# Monique C. Cormier
Monique C. Cormier réalise des recherches en lexicographie qui portent sur les dictionnaires. Elle est professeure titulaire au Département de linguistique et de traduction à l’Université de Montréal. Elle est québécoise et canadienne.

## Parcours académique
Monique C. Cormier obtient un baccalauréat spécialisé en traduction de l'Université de Montréal, en 1976. Toujours à la même université, elle effectue une maîtrise dans le champ de la traduction et reçoit son diplôme en 1981. Elle poursuit ses études à Paris, à l'Université de la Sorbonne Nouvelle – Paris 3. Elle obtient un D.E.A. en traduction et interprétation en 1984, et un doctorat en traduction et interprétation, en 1986. Le linguiste et lexicographe Alain Rey est parmi les membres du jury évaluant sa thèse. Lors de ses études à Paris, elle fréquente aussi, à l'EHESS, le séminaire de Bernard Quemada, pionnier de la lexicographie française au 20e siècle. Cette rencontre avec le lexicographe français l’amènera à choisir les dictionnaires comme champ d'études.
De retour au Québec, elle occupe d'abord un poste de professeure à l'Université Laval (1986-1988). Elle y rencontre le lexicographe Jean-Claude Boulanger, avec qui elle développera de nombreuses collaborations scientifiques. Puis, elle rejoint l'Université de Montréal en 1988, où elle poursuit, encore aujourd'hui, sa carrière. 

## Travaux sur le dictionnaire d'Abel Boyer
Abel Boyer (1667-1729) est l'auteur du Royal Dictionary. In Two Parts. First, French and English. Secondly, English and French, publié à Londres en 1699. Les travaux pionniers de Monique C. Cormier lui permettent d'établir que ce dictionnaire "constitue la meilleure description du vocabulaire de l'époque". Par exemple, Abel Boyer inclut dans son ouvrage les usages quant à l'emploi des mots, de même que des indications de prononciation. 

## Activités relatives au développement de la langue française
En 2009, Monique C. Cormier est récipiendaire du Prix Georges-Émile-Lapalme, le prix du Québec "attribuée à une personne pour sa contribution remarquable à la promotion et à la qualité de la langue française parlée ou écrite au Québec". 
Monique Cormier prend part aux États généraux sur la situation et l’avenir de la langue française, appelée Commission Larose, dont les travaux ont lieu au tournant des années 2000. Elle fait une recommandation pour que les universités québécoises se dotent d’une politique linguistique. Cette proposition acceptée, une modification à la Charte de la langue française est effectuée en 2002. « Aujourd’hui, toutes les universités du Québec ont une politique qui encadre l’utilisation du français et des autres langues au sein de leur établissement », mentionne-t-elle lors d'un entretien avec le quotidien Le Devoir, en 2020. 
La Journée québécoise des dictionnaires qui se tient à quatre reprises (2003, 2005, 2008 et 2012),, est une initiative de Monique C. Cormier. Le public est invité à venir discuter avec des auteurs de dictionnaires numériques, ou encore avec les lexicographes québécois. Le thème de la Première Journée des dictionnaires était Paul Robert et les dictionnaires Le Robert : du rêve à la réalisation.  
En 2014, elle met sur pied le Bureau de valorisation de la langue française et de la Francophonie au sein de l’Université de Montréal,. Le Bureau a pour mission de « promouvoir et coordonner les actions de l’Université en matière de langue française et de relations avec la Francophonie ». Parmi les réalisations du Bureau, on retrouve le programme de jumelage linguistique entre des étudiants et des personnes œuvrant au sein de commerces de proximité à Montréal, dans les quartiers de Côte-des-Neiges, de Parc Extension, de Saint-Laurent. En 2020, le Bureau publie Un guide pratique pour l’écriture inclusive.
En 2015, elle est nommée vice-rectrice associée à la langue française et à la Francophonie. C'est à ce titre et en tant que directrice par intérim de la Direction des affaires internationales de l'Université de Montréal, qu'elle participe à la création d’un Observatoire de la Francophonie économique en 2017,. Elle est élue la même année membre du conseil d'administration de l'Agence universitaire de la Francophonie. En 2020, elle est nommée membre du conseil d’administration du Centre de la francophonie des Amériques par le gouvernement du Québec.

## Prix et distinctions
- 2020 : Prix Acfas André-Laurendeau, destiné aux recherches en sciences humaines
- 2019 : Officière de l’Ordre des Arts et des Lettres, République française
- 2019 : Prix Camille-Laurin, Office québécois de la langue française
- 2014 : Membre de l’Ordre des francophones d’Amérique
- 2013 : Chevalière de l’Ordre des Palmes académiques, République française
- 2011 : Membre d’honneur de l’Ordre des traducteurs, terminologues et interprètes agréés du Québec
- 2011 : Chevalière de l’Ordre national du Québec[20]
- 2011 : Prix d’excellence académique (prix Lee-Lorch) de l’Association canadienne des professeures et professeurs d’université[21]
- 2009 : Prix Georges-Émile-Lapalme (Prix du Québec)
- 2007 : Membre de la Société royale du Canada
- 2007 : Prix Hommage du Bureau de la traduction, Gouvernement du Canada
- 2004 : Laurence Urdang-DSNA Award, Dictionary Society of North America, USA

## Publications

### Livres récents
- 2014 : Cormier, Monique C. et Marie-Claude L’Homme (dir.) : « Dictionaries and the Digital Revolution: A focus on users and lexical databases », International Journal of Lexicography, Oxford, Oxford University Press, vol. 27, no 4.
- 2012 : Bastin, Georges et Monique C. Cormier : Profession traducteur, nouvelle édition revue et mise à jour, coll. Profession, Montréal, Les Presses de l’Université de Montréal, 72 p. (édition originale : 2007)
- 2010 : Cormier, Monique C. (dir.): « Perspectives on Seventeenth- and Eighteenth Century European Lexicography », International Journal of Lexicography, Oxford, Oxford University Press, vol. 23, no 2, 125 p.
- 2008 : Cormier, Monique C. et Jean-Claude Boulanger (dir.) (2008) : Les dictionnaires de la langue française au Québec : de la Nouvelle-France à aujourd’hui, coll. Paramètres, Montréal, Les Presses de l’Université de Montréal, 440 p.
- 2005 : Cormier, Monique C. et Aline Francoeur (dir.) (2005) : Les dictionnaires Larousse : genèse et évolution, coll. Paramètres, Montréal, Les Presses de l’Université de Montréal, 326 p.
- 2004 : Bigras, Isabelle, Cormier, Monique C., Croteau, Clément, *Mahjoub, Inès et Diane Riopel (2004) : Vocabulaire illustré des chariots, des roues et des roulettes de manutention, Montréal, Presses Internationales Polytechnique, 141 p.
- 2003 : Cormier, Monique C., Francoeur, Aline et Jean-Claude Boulanger (dir.) : Les dictionnaires Le Robert : genèse et évolution, coll. Paramètres, Montréal, Les Presses de l’Université de Montréal, 307 p.

### Articles récents
- 2017 : Wesemael, François et Monique C. Cormier : « Le Dictionnaire universel (1690) : témoin d’un siècle insurrectionnel », Cahiers de lexicologie, Paris, Classiques Garnier, no 110, pp. 211-225.
- 2014 : L’Homme, Marie-Claude et Monique C. Cormier : « Dictionaries and the Digital Revolution: A Focus on Users and Lexical Databases », International Journal of Lexicography, Oxford, Oxford University Press, vol. 27, no 4, pp. 331-340.
- 2011 : Cormier, Monique C. et François Wesemael : « L’astronomie dans le  Dictionnaire des arts et des sciences (1694) de Thomas Corneille », International Journal of Lexicography, Oxford, Oxford University Press, vol. 24, no 3, pp. 306-327.
- 2010 : Cormier, Monique C. (2010) : « Fragments of History Prior to Two Editions of the Dictionary by Lewis Chambaud, a Rival of Abel Boyer », International Journal of Lexicography, Oxford, Oxford University Press, vol. 23, no 2, pp. 173-187.
- 2008 : Cormier, Monique C. : « Usage Labels in the Royal Dictionary (1699) by Abel Boyer », International Journal of Lexicography, Oxford, Oxford University Press, vol. 21, no 2, pp. 153-171.
- 2008 : Fernandez, Heberto et Monique C. Cormier (2008) : « A Forgotten Translator and Lexicographer of the Eighteenth Century : Captain John Stevens », Romanistik in Geschichte und Gegenwart, Hambourg, Helmut Buske Verlag, vol. 14, no 1, pp. 73-98.
- 2007 : Francoeur, Aline et Monique C. Cormier : « Dictionary Abridgment in the 17th and 18th Centuries: the Case of French-English/English-French Dictionaries », Romanistik in Geschichte und Gegenwart, Hambourg, Helmut Buske Verlag, vol. 13, no 1, pp. 21-37.
- 2006 : Cormier, Monique C. : « De l’influence de la lexicographie française sur la lexicographie bilingue français-anglais: le Royal Dictionary (1699) d’Abel Boyer », Cahiers de lexicologie, Paris, Garnier, vol. 88, no 2, pp. 163-182.